# Lake Buccaneer
Die Lake LA-4 Buccaneer ist ein Amphibienflugzeug des amerikanischen Herstellers Lake Aircraft.

## Geschichte
Die Buccaneer stellt eine Weiterentwicklung der Colonial Skimmer dar, wobei sowohl die Spannweite als auch die Rumpflänge vergrößert wurden. Die Bauzeit dieses Flugzeugtyps reichte von 1961 bis 1986. Aktueller Nachfolger ist die Lake Renegade.

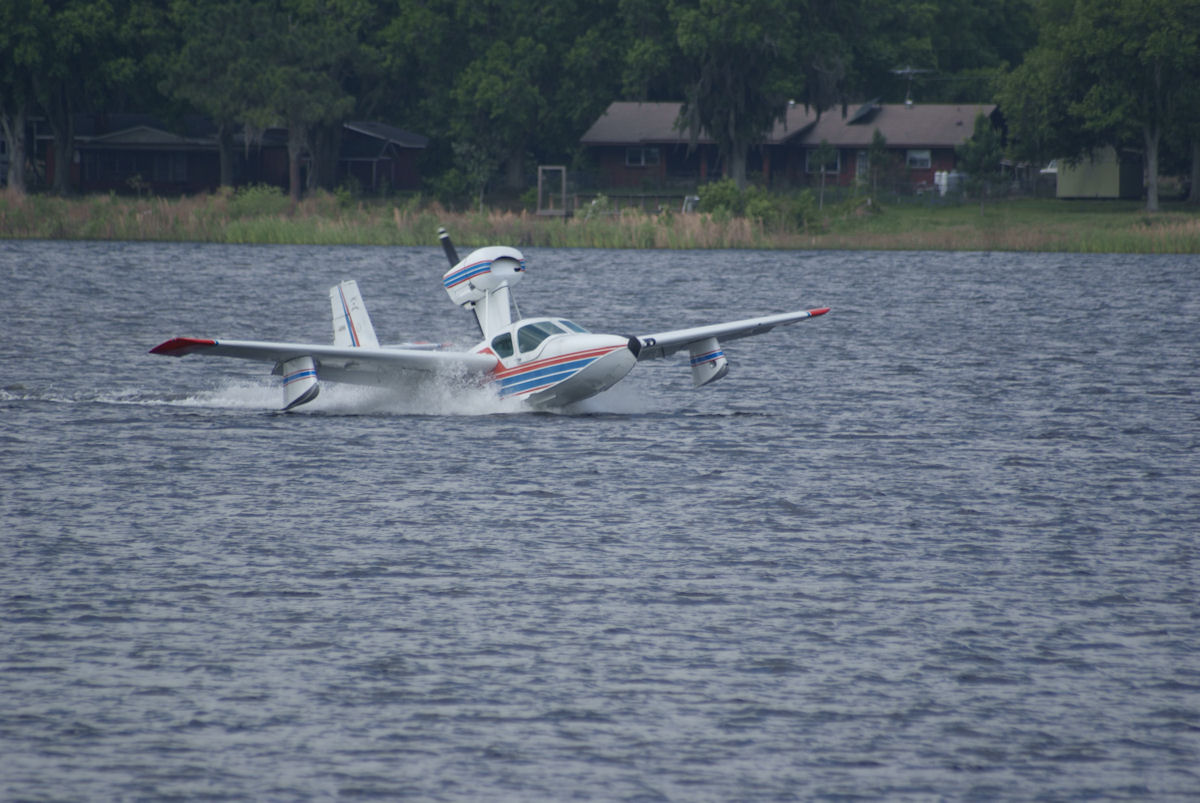
Landung einer Lake LA-4-200 Buccaneer

## Technische Daten
| Kenngröße             | Daten                                                                          |
| --------------------- | ------------------------------------------------------------------------------ |
| Besatzung             | 1                                                                              |
| Passagiere            | 3                                                                              |
| Länge                 | 7,59 m                                                                         |
| Spannweite            | 11,58 m                                                                        |
| max. Startmasse       | 1220 kg                                                                        |
| Antrieb               | ein Vierzylinder-Boxermotor Avco Lycoming IO-360-B1A; 147 kW (200 PS) Leistung |
| Höchstgeschwindigkeit | 241 km/h                                                                       |
| Reichweite            | 1360 km                                                                        |

## Zwischenfälle
In der Nutzungszeit dieses Flugzeugtyps gab es 160 Unfälle mit insgesamt 93 Toten.